# Пучин
Пучин (бел. Пучын) — упразднённая деревня в Храковичском сельсовете Брагинского района Гомельской области Беларуси.

## География

### Расположение
В 19 км на юг от Брагина, 47 км от железнодорожной станции Хойники (на ветке Василевичи — Хойники от линии Калинковичи — Гомель), 138 км от Гомеля, на территории Полесского радиационно-экологического заповедника.

## Транспортная сеть
На автомобильной дороге Комарин — Брагин.
Планировка состоит из криволинейной улицы, близкой к широтной ориентации, к центру которой присоединяются с севера три короткие, плотно между собой поставленные меридиональные улицы. Застройка двусторонняя, деревянная, усадебного типа.

## История
По письменным источникам известна с XVIII века как деревня в Речицком повете Минского воеводства ВКЛ. После 2-го раздела Речи Посполитой (1793 год) в составе Российской империи. В 1811 году владение Ракицких. В 1897 году располагались часовня и усадьба, в Савицкой волости Речицкого повета Минской губернии.
С 8 декабря 1926 года по 30 декабря 1927 года центр Пучынскага сельсовета Брагинского района Речицкого, с 9 июня 1927 года Гомельского округов. В 1920-х годах действовала школа. В 1930 году организован колхоз «Красный флаг», работали ветряная мельница (с 1909 года) и кузница. Во время Великой Отечественной войны на фронтах и в партизанской борьбе погибли 68 местных жителей, в память о которых в 1980 году установлен обелиск. В 1959 году входила в состав совхоза «Слободской» (центр — д. Выгребная слобода).
20 августа 2008 года деревня упразднена.

## Население
После катастрофы на Чернобыльской АЭС и радиационного загрязнения жители (143 семьи) переселены в 1986 году в чистые места.

### Численность
- 2010 год — жителей нет

### Динамика
- 1850 год — 29 дворов
- 1897 год — 75 дворов, 384 жителя (согласно переписи). Усадьба — 2 двора, 17 жителей
- 1908 год — 113 дворов, 536 жителей
- 1959 год — 588 жителей (согласно переписи)
- 1986 год — жители (143 семьи) переселены

## Достопримечательность
- Памятник землякам (62 жителя), которые погибли в Великой Отечественной войне. В 1980 году установлен обелиск.